# Unterbinnwang
Unterbinnwang ist ein Gemeindeteil der Gemeinde Kronburg im oberschwäbisches Landkreis Unterallgäu in Bayern.

## Geografie
Das Dorf Unterbinnwang liegt rund 1,5 Kilometer südlich von Kronburg, auf einer Höhe von 635 m ü. NHN. Knapp 300 Meter westlich von Unterbinnwang verläuft die Iller.

## Geschichte

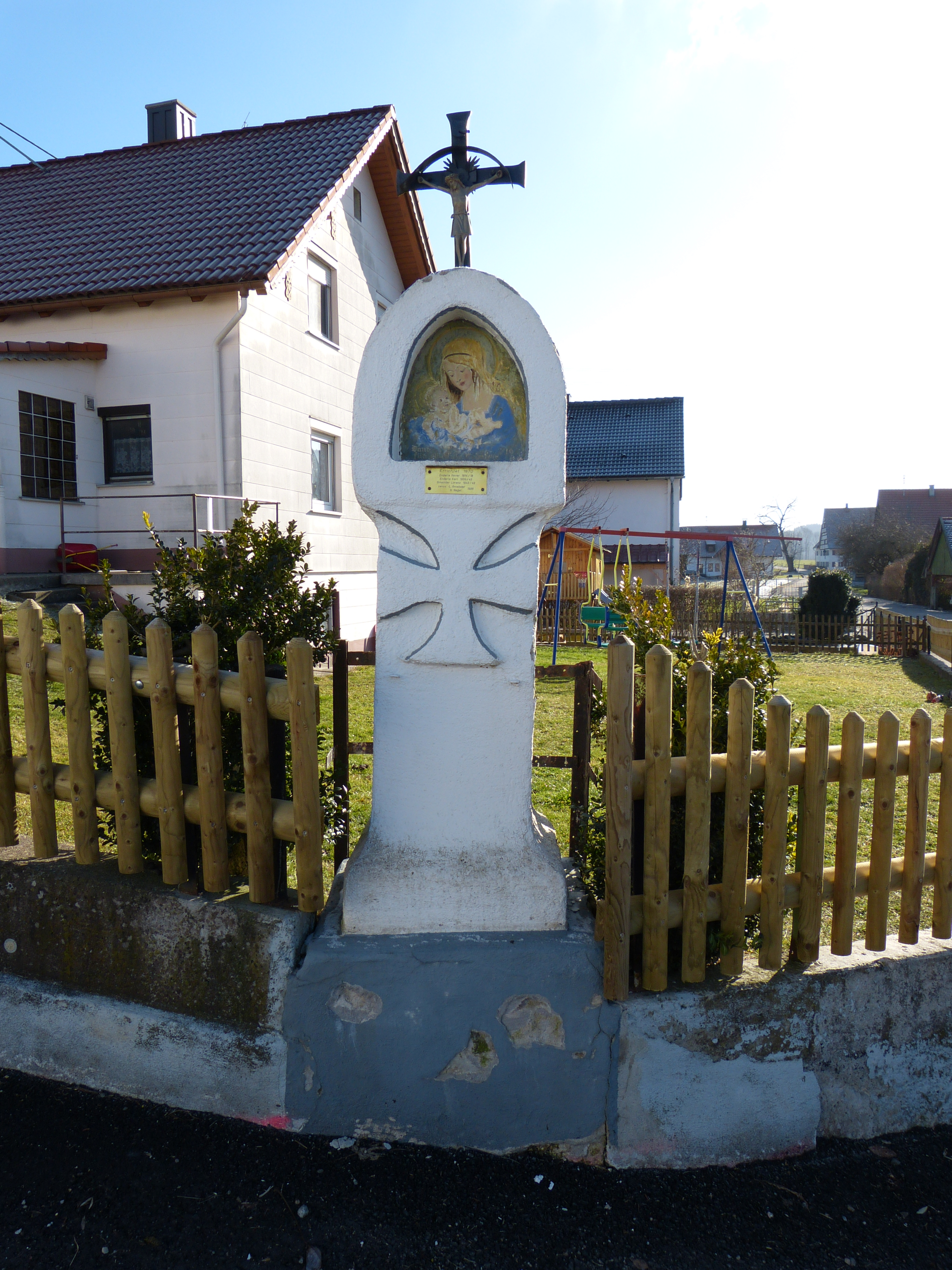
Bildstock in Unterbinnwang von 1870

Am Hohen Rain bei Unterbinnwang wurden Reste einer Siedlung aus der Hügelgräberbronzezeit gefunden. Der sogenannte Waldvogelhof war ein Lehen des Fürststift Kempten und wurde bereits 1373 im Zuge einer Erbangelegenheit derer von Rothenstein genannt. Im Jahr 1414 erhielt die mit Haupt II. von Pappenheim vermählte Corona von Rothenstein das Gut. Dadurch gelangte es in Woringer Besitz und wurde 1417 an den Ravensburger Bürger Rudolf Mettelin veräußert. Hans von Werdenstein, Herr auf Schloss Kronburg, bemühte sich, einen geschlossenen Besitz um seine Herrschaft zu errichten und tauschte im Jahre 1466 einige Höfe mit seinem Bruder. 1779 fand in Unterbinnwang die Vereinödung statt. In dieser Zeit wurden mehrere Höfe aus dem Ortskern nach Osten in Richtung des Hohen Rains ausgesiedelt.